# Grundlsee
Grundlsee est une commune autrichienne du district de Liezen dans le Land de Styrie ; elle compte 1 294 habitants (en 2001).
Son chef-lieu de même nom est situé près du lac éponyme.